# NGC 1169
NGC 1169 је спирална галаксија у сазвежђу Персеј која се налази на NGC листи објеката дубоког неба.
Деклинација објекта је + 46° 23' 11" а ректасцензија 3h 3m 34,8s. Привидна величина (магнитуда) објекта NGC 1169 износи 11,6 а фотографска магнитуда 12,4. Налази се на удаљености од 39,567 милиона парсека од Сунца. NGC 1169 је још познат и под ознакама UGC 2503, MCG 8-6-25, CGCG 554-20, PGC 11521.